# 大場政夫
大場 政夫（おおば まさお、1949年10月21日 - 1973年1月25日）は、日本の男性プロボクサー。東京都墨田区出身。元WBA世界フライ級王者。
WBA世界フライ級王座を5度防衛した。現役世界王者のまま事故死したため「永遠のチャンプ」と称される。

## 来歴
東京都足立区立寺地小学校・足立区立第六中学校卒業。ギャンブル好きの実父の影響で家計は苦しく極貧の環境で育つ。しかしプロボクシングファンだった実父の影響で、小学生の頃から「プロボクシングで世界王者になり、両親のために家を建てよう」と人生の目標を設定していた。義務教育が終了した直後の1965年6月1日に、帝拳ジムに入門。担任トレーナーは桑田勇。
1966年11月7日、渡辺和喜（金子）に1回KO勝ちでプロデビューを果たす。 1967年6月16日、谷正和（塚原）に4回判定負け、初黒星を喫した。1967年9月3日、譲康雄（中村小田原）に4回判定勝ち。東日本新人王戦にエントリーしたが、1967年10月13日、予選で浅野英一（笹崎、後の日本ジュニアフェザー級王者・スナッピー浅野）相手に引き分けに終わり、ポイント数で敗者扱いとなった。1968年9月2日、10連勝の余勢をかって初の10回戦に臨むが、これも5連勝中で後の世界王者花形進（横浜協栄）に10回判定負け。同年、古川克己に伝説の激闘の末、KO後に号泣する。
1969年3月3日、日本フライ級王者スピーディ早瀬（中村）にノンタイトル戦で10回フルマークの判定勝ち。8月18日 東洋フライ級王者中村剛（新和）にノンタイトル戦で10回判定勝ち。12月14日 海老原博幸を破り、世界フライ級王者となったばかりのバーナベ・ビラカンポ（フィリピン）にノンタイトル戦で10回判定勝ち。前に出てくる王者の攻めを左右の動きで封じ込め、世界上位進出を決めた。
1970年10月22日、世界初挑戦でベルクレック・チャルバンチャイ（タイ）を13回KOに降し、WBA世界フライ級王座獲得。帝拳ジム初の世界王者となった。1971年4月1日、ベツリオ・ゴンザレス（ベネズエラ）を15回判定で降し初防衛。6月19日 初の国外遠征に出向き、テキサス州・サンアントニオでメキシコ同級王者ロッキー・ガルシア（メキシコ）とノンタイトルで対戦し、ダウンを喫するものの9回逆転TKOに下した。10月23日 フェルナンド・カバネラ（フィリピン）を15回判定で降し2度目の防衛を果たした。
1972年、3月4日 花形進（横浜協栄）を15回判定で降し、3度目の防衛に成功するとともに新人時代の借りを返した。試合前には両者の舌戦が話題となったが、共に相手を認め合う親友同士でもあった。6月20日には世界1位で最強の挑戦者と言われたオーランド・アモレス（パナマ）を5回KOに降し4度目の防衛。1回に左を食って尻餅をつくダウンを喫し、バッティングで額から出血するなど苦戦するが、2回に右ストレートでダウンを奪い返し、5回に一気のラッシュでKO勝ちを収めた。9月26日 ノンタイトル12回戦で、世界ランカーのナタリオ・ヒメネス（ドミニカ共和国）に5回KO勝ち。翌1973年1月2日、チャチャイ・チオノイ（タイ）を12回KOに降し、5度目の防衛に成功した。
1973年1月25日午前11時22分頃、愛車シボレー・コルベットを運転中に、首都高速5号池袋線・大曲カーブ（飯田橋出入口-早稲田出口間）を曲がり切れず中央分離帯を乗り越えて反対車線に出たところで大型トラックと正面衝突。現場はトラックの下に車がめり込んだ状態でつぶれており、駆けつけた救急隊も生存の可能性がないものと判断せざるをえないほどの状況であった。この事故で現役世界王者のまま死亡した。23歳没。
2015年に国際ボクシング名誉の殿堂故人部門に選出された。

## ラストファイト
1973年1月2日、日大講堂で行われた5度目の防衛戦の相手は「稲妻小僧」の異名を持つベテラン、チャチャイ・チオノイ（タイ）。初回、いきなりの右ロング・フックをまともに受け大場はダウン。この時大場は右足首を捻挫、以降ラウンド間に氷で冷やしつつ、足を引きずりながらも打ち合いに応じていった。
大場は、強気のボクシングで試合中盤から形勢を逆転し、ついに12回、チャチャイから1度目のダウンを奪う。タイの老雄はレフェリーに促されるように立ち上がるが、鬼気迫る表情の大場の連打に晒され2度、3度とダウン。大場は逆転ノックアウト勝利を収めた。

## エピソード
- プロデビュー前、アメヤ横丁の菓子問屋「二木の菓子」に店員として勤めていた。
- プロデビュー後、まだ無名だった時に『朝日ジャーナル』の「殴られる青春」という特集記事に登場している。
- 身長168cm、リーチ170cmと当時のフライ級では破格の体格を生かしたスピーディーでコンビネーションが出来る、スタイリッシュなアウトボクサーだったが、その体格ゆえ常に減量苦を強いられていた。しかし強靭な精神力で試合の度に減量苦を乗り越え続けていた。
- 大場のファンでもあった寺内大吉（スポーツライター）は、アモレス戦の観戦記の中で大場の右ストレートを「オネスト・ジョン」と呼び、その強烈さを表現している。
- チャチャイ・チオノイ戦時、大場の減量が苦しくなって来たのを知っていた帝拳関係者は、チャチャイ戦の後、大場の次戦の予定を組まず、暫く休養させることとし、時期を見計らって大場が保持していたWBA世界フライ級王座を返上した後、バンタム級に転向させて、ファイティング原田に次ぐ当時としては史上二人目となるはずの二階級制覇を狙って当時のWBA世界バンタム級王者エンリケ・ピンダー（パナマ）に挑戦させることを検討し始めていたという（なお、当時はスーパーフライ級という階級は存在していなかった）。
- 「母に家をプレゼントする」ことを目標にボクサーになり、自らのファイトマネーで一軒家を建築し、両親に贈与した[3][4]。
- 『西田ひかるの痛快人間伝 -Dashing life story-』（1992年4月2日放映、NHK）や、日本テレビの『木曜スペシャル』や『知ってるつもり?!』（1998年3月1日放映）でも大場の生涯が取り上げられた。
- 日本のジムに所属する日本人男子ボクサーで現役の世界王者のまま引退したのは、大場以外には長谷川穂積（世界三階級制覇王者）がいるのみである（日本のジム所属のくくりでは他に在日コリアンの徳山昌守も該当）。
- 大場のファイトスタイルをジョー小泉は自らの著書でアウトファイターと形容した。

## 戦績
- プロボクシング：38戦35勝16KO2敗1分

## 獲得タイトル
- WBA世界フライ級王座（5度防衛）